# Dieter Suhr

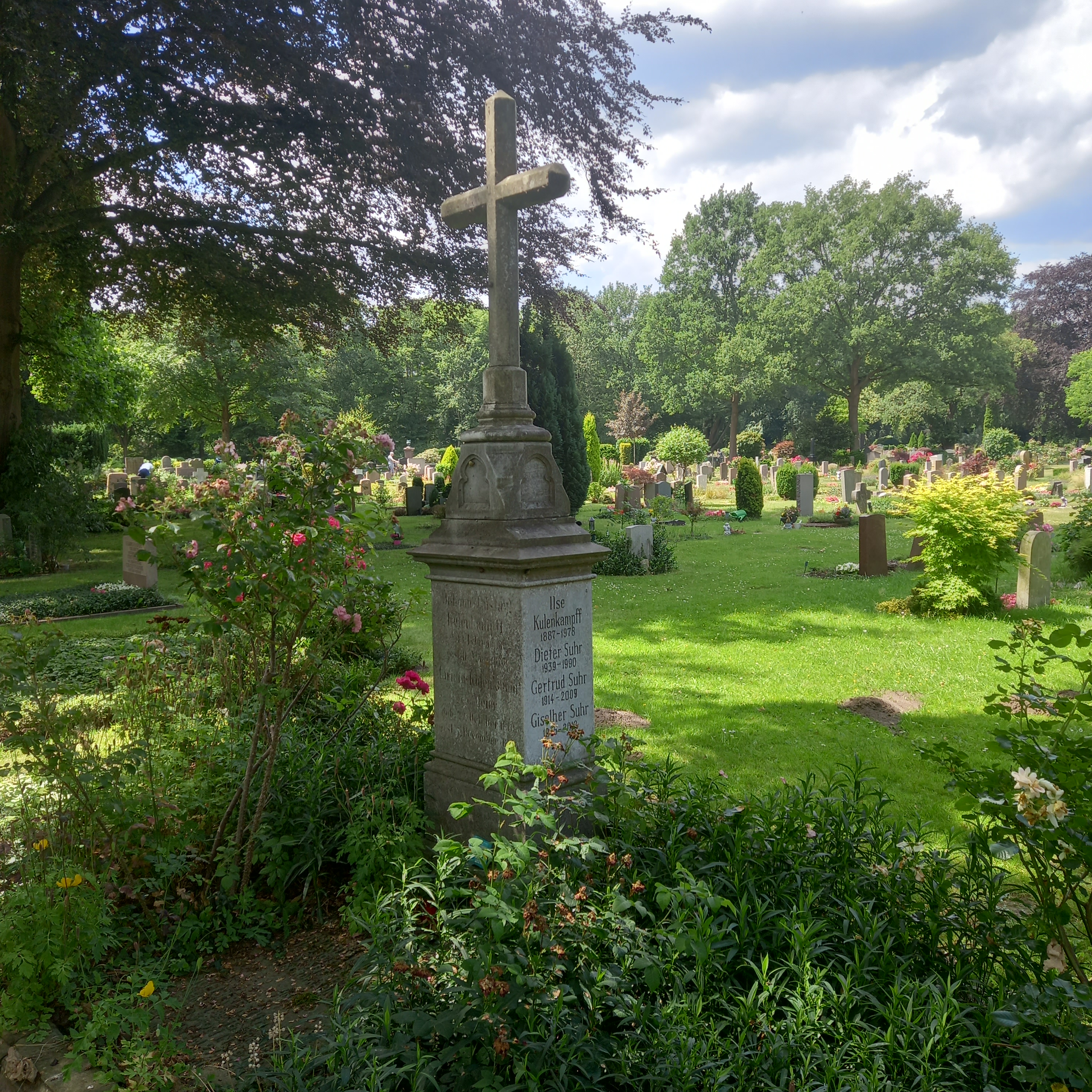
Das Grab von Dieter Suhr im Familiengrab Kulenkampff auf dem Riensberger Friedhof in Bremen

Dieter Suhr (* 7. Mai 1939 in Windhoek, Südwestafrika; † 28. August 1990 in Chania, Kreta) war ein Jurist und Professor für öffentliches Recht. Sein Bruder war der Journalist Giselher Suhr.
Dieter Suhr wurde 1966 an der Universität Hamburg bei Herbert Krüger mit einer Arbeit über Eigentumsinstitut und Aktieneigentum promoviert. 1973 habilitierte er sich als Schüler von Helmut Quaritsch mit der Habilitationsschrift „Bewußtseinsverfassung und Gesellschaftsverfassung – Über Hegel und Marx zu einer dialektischen Verfassungstheorie“ an der Freien Universität Berlin. Seit 1975 war er Professor für öffentliches Recht, Rechtsphilosophie und Rechtsinformatik an der Universität Augsburg, parallel dazu war er kurze Zeit Richter am Bayerischen Verfassungsgerichtshof. Seine Forschungsschwerpunkte waren die Grundrechte, insbesondere das Eigentumsrecht sowie das Umweltrecht. Ausgehend von verfassungsrechtlichen Überlegungen zur Geld- und Währungsordnung befasste er sich zuletzt auch mit Geldtheorie und legte hier vom wissenschaftlichen Mainstream abweichende Vorschläge vor, die an den Geld- und Wirtschaftstheorien von Pierre-Joseph Proudhon, Silvio Gesell und John Maynard Keynes anknüpften.

## Schriften
- Eigentumsinstitut und Aktieneigentum. Eine verfassungsrechtliche Analyse der Grundstruktur des aktienrechtlich organisierten Eigentums. Appel, Hamburg 1966 (Dissertation)
- (Hrsg.): Computer als juristischer Gesprächspartner. Ein Arbeitspapier zu programmierten dialogischen Denkhilfen für die Jurisprudenz. Schweitzer, Berlin 1970
- (Hrsg.): Begriffsnetze, Invarianten, Routinen der Kritik. Vorstudien zu Denkhilfesystemen, Invariantenerkennung und programmiertem Unterricht in Kritik. Schweitzer, Berlin 1971, ISBN 3-8059-0240-9
- Bewußtseinsverfassung und Gesellschaftsverfassung. Über Hegel und Marx zu einer dialektischen Verfassungstheorie. Duncker & Humblot, Berlin 1975, ISBN 3-428-03335-3  (Habilitation)
- Entfaltung des Menschen durch die Menschen. Zur Grundrechtsdogmatik der Persönlichkeitsentfaltung, der Ausübungsgemeinschaften und des Eigentums. Duncker & Humblot, Berlin 1976, ISBN 3-428-03672-7
- Die kognitiv-praktische Situation. Fundamentierungsprobleme in praktischer Philosophie, Sozialtechnik und Jurisprudenz. Duncker & Humblot, Berlin 1977, ISBN 3-428-03804-5
- mit Angelika Anderl: Rechtsfragen der raumbeeinflussenden Bundesplanung. Dargestellt an der Planung und Einführung des Nahdienstes im Fernsprechverkehr. Metzner, Frankfurt 1980, ISBN 3-7875-1117-2
- Die Geldordnung aus verfassungsrechtlicher Sicht. In: Joachim Starbatty (Hrsg.): Geldordnung und Geldpolitik in einer freiheitlichen Gesellschaft. Symposion vom 23. – 26. Juli 1981 in Herrsching am Ammersee. Mohr, Tübingen 1982, ISBN 3-16-344601-9, S. 91–116 (PDF)
- Geldordnungspolitik aus der Sicht des Grundgesetzes. In: Fragen der Freiheit. Heft 161, April 1983, S. 3–21
- Geld ohne Mehrwert. Entlastung der Marktwirtschaft von monetären Transaktionskosten. Knapp, Frankfurt 1983, ISBN 3-7819-0302-8
- mit Hugo Godschalk: Optimale Liquidität. Eine liquiditätstheoretische Analyse und ein kreditwirtschaftliches Wettbewerbskonzept. Knapp, Frankfurt 1986, ISBN 3-7819-0349-4
- Immissionsschäden vor Gericht. Dokumente zum Augsburger Waldschadensprozess. Engel Verlag, Kehl/Strasbourg/Arlington 1986, ISBN 3-88357-056-7
- Befreiung der Marktwirtschaft vom Kapitalismus. Monetäre Studien zur sozialen, ökonomischen und ökologischen Vernunft. Basis-Verlag, Berlin 1986, ISBN 3-88025-415-X
- Auf Arbeitslosigkeit programmierte Wirtschaft. In: Helmut Creutz, Dieter Suhr & Werner Onken: Wachstum bis zur Krise? 3 Aufsätze. Basis-Verlag, Berlin 1986, ISBN 3-88025-414-1 (PDF; Erstveröffentlichung in Zeitschrift für Rechtspolitik. Heft 9/1983, S. 221–227)
- Der Kapitalismus als monetäres Syndrom. Aufklärung eines Widerspruchs in der marxistischen politischen Ökonomie. Campus-Verlag, Frankfurt/New York 1988, ISBN 3-593-33999-4
- Silvio Gesell als Liquiditäts- und Transaktionstheoretiker. In: Zeitschrift für Sozialökonomie Nr. 74/1987, S. 25–27
- Monetäre Voraussetzungen für eine Annäherung von ökonomischer und ökologischer Rationalität. In: Zeitschrift für Sozialökonomie Nr. 68/1986, S. 9–18
- Gerechtes Geld. In: Archiv für Rechts- und Sozialphilosophie Nr. 3/1983, S. 323–339. (Nachdruck in: Zeitschrift für Sozialökonomie 184./185. Folge 2015, S. 13–25 / Serbokroatische Übersetzung durch Pravedan Novac, in: politicka misa Nr. 2/1986, S. 126–139)
- Alterndes Geld. Das Konzept Rudolf Steiners aus geldtheoretischer Sicht. Novalis, Schaffhausen 1988, ISBN 3-7214-0596-X
- Gleiche Freiheit. Allgemeine Grundlagen und Reziprozitätsdefizite in der Geldwirtschaft. Mette, Augsburg 1988, ISBN 3-926231-01-7
- The Capitalistic Cost-Benefit Structure of Money. An Analysis of Money’s Structural Nonneutrality and its Effects on the Economy. Springer, Berlin (u. a.) 1989, ISBN 3-540-51138-5
- Transferrechtliche Ausbeutung und verfassungsrechtlicher Schutz von Familien, Müttern und Kindern. In: Staat. Heft 1/1990
- Netzwerk neutrales Geld. Eine kritische Analyse des herkömmlichen Geldes und das Konzept einer Finanzinnovation für neutrales Geld. In: Fragen der Freiheit. Heft 228, 1994, S. 32 ff.